# Список призерів чемпіонатів світу з кросу (змішана естафета)
Цей список включає призерів чемпіонатів світу з кросу в змішаній естафетній дисципліні за всі роки їх проведення.
Медалі чемпіонатів світу з кросу у змішаній естафеті розігруються з 2017 року серед спортсменів дорослої вікової категорії.
Кожна естафетна команда складається з двох жінок та двох чоловіків, черговість розташування яких по етапах є довільною.

## Призери
| Рік  | Золото                                                             | Срібло                                                                  | Бронза                                                                   |
| ---- | ------------------------------------------------------------------ | ----------------------------------------------------------------------- | ------------------------------------------------------------------------ |
| 2017 | КеніяАсбел Кіпроп Вінфредах Нзіса Бернард Корос Беатріс Чепкоеч    | ЕфіопіяВельде Туфа Боне Челуке Йоміф Кеджельча Гензебе Дібаба           | ТуреччинаАрас Кая Мер'єм Акдаг Алі Кая Ясмін Джан                        |
| 2019 | ЕфіопіяКебеде Ендале Боне Челуке Теддесе Лемі Фанту Ворку          | МароккоСуф'ян ель Баккалі Каутар Фаркуссі Абделааті Ігідер Рабабе Арафі | КеніяКонсеслус Кіпруто Джарінтер Мвасья Елайджа Манангої Вінфредах Нзіса |
| 2023 | КеніяЕммануель Ваньйоньї Мірріам Чероп К'юмбе Мунгуті Бренда Чебет | ЕфіопіяАдехена Касає Гаві Абера Гетнет Вале Бірке Гайлом                | АвстраліяОлівер Гоар Джессіка Галл Стюарт Мак-Свейн Еббі Колдвелл        |